# Dansk Trav Derby
Dansk Trav Derby er Danmarks største og meste prestigefulde travløb.
Løbet køres sidste søndag i august på Charlottenlund Travbane. Omkring to uger før køres kvalifikationsløbene kaldet Derbyprøver. Der køres også et trøstløb - Derby Consolation - for de heste, der ikke kvalificeres til derbyet, og siden 1981 har der været kørt et Dansk Hoppe Derby - det køres dagen inden derbyet. Den seneste hoppe, der har vundet, Dansk Trav Derby er Duvil - netop i 1981.
Den hollandske kusk N. J. Koster har flest derbysejre som kusk med 10. Af aktive travkuske har Steen Juul tangeret den rekord. Desuden har han en trænersejr, hvor svenske Björn Goop kørte Chock Nock for Steen Juul i 2018.
Oprindelig var Dansk Trav Derby et avlsløb, hvor man skulle finde den stærkeste danskfødte hest blandt de fire-årige travheste. I dag er det begrænset, hvor mange danske heste, der bliver brugt i avlen. Det at løbet kun er for fireårige heste gør, at en hest kun har én chance i livet for at vinde løbet.

## Vindere
| År   | Hest               | Kusk                  | Ejer                        | Vindertid |
| 2024 | Icebreaker         | Magnus A. Djuse       | Glenn Sigurd Syvaldsen      | 1.13,9a   |
| 2023 | Holger Danske      | Michael Lønborg       | Firma Bengt Adielsson       | 1.14,0a   |
| 2022 | Get A Wish         | Bo Westergaard        | Stall My Little Pony        | 1.14,2a   |
| 2021 | Festival Of Speed  | Steen Juul            | Kirsten Nielsen m.fl.       | 1.13,9a   |
| 2020 | Extreme            | Steen Juul            | Stald Cosmpolitan           | 1.14,2a   |
| 2019 | Dumbo              | Gordon Dahl           | Stutteri Disney             | 1.14,3a   |
| 2018 | Chock Nock         | Björn Goop            | Stald Søndergaard           | 1.15,1a   |
| 2017 | Bvlgari Peak       | Steen Juul            | Stald Jokeren               | 1.14,1a   |
| 2016 | Axel               | René Kjær             | Mr Green                    | 1.15,5a   |
| 2015 | Winston Sisa       | Jan Dahlgaard         | Stald Trot On               | 1.13,3a   |
| 2014 | Tumble Dust        | Björn Goop            | Easy KB                     | 1.14,7a   |
| 2013 | Stand And Deliver  | Birger Jørgensen      | Stutteri Hole In One        | 1.15,0a   |
| 2012 | Repay Merci        | Knud Mønster          | Bjørn Kolsrud               | 1.16,5a   |
| 2011 | Peak               | Johnny Takter         | Pimi i Marsvinsholm m.fl.   | 1.15,3a   |
| 2010 | Okay Bee           | Flemming Jensen       | B. O. & M. Pedersen         | 1.15,9a   |
| 2009 | Nice Little Ært    | Johnny Takter         | Tomas Malmqvist             | 1.16,2a   |
| 2008 | Magic Sisa         | Johnny Takter         | Niels Thomsen               | 1.15,3a   |
| 2007 | Leviti             | Steen Juul            | P.O. Invest ApS             | 1.17,2a   |
| 2006 | Kanonis Lobell     | Kenneth Nielsen       | Søren Hammerich             | 1.16,5a   |
| 2005 | I'm A Photo        | Staffan Nilsson       | P.-O., R., G. Ohlsson m.fl. | 1.16,5a   |
| 2004 | Home Blåbjerg      | Thomas Uhrberg        | Stall Husaren Gøteborg      | 1.17,5a   |
| 2003 | Good Guy DK        | Bent Svendsen         | Parkköken A B               | 1.17,0a   |
| 2002 | Frække Frederik    | Preben Kjærsgaard     | Team F F                    | 1.16,4a   |
| 2001 | Esterel Sunset     | Flemming Jensen       | Stald Esterel               | 1.16,3a   |
| 2000 | Dragon Flamingo    | Nicolaj Andersen (j)  | Per Nielsen & John Rui      | 1.17,1a   |
| 1999 | Chopin Toftebjerg  | Nicolaj Andersen      | Katerina & Bo Jondahl       | 1.16,2a   |
| 1998 | Bell Shadow        | Torbjörn Jansson      | Stutt. Frøkjær m.fl.        | 1.17,4a   |
| 1997 | Atom Tess          | Steen Juul            | Stald Tess                  | 1.17,7a   |
| 1996 | Wee Hjordal        | Henrik Lønborg        | Stald Hjordal               | 1.17,2a   |
| 1995 | Treasure Ås        | Erik Berglöf          | R. Grundin A B m.fl.        | 1.16,5a   |
| 1994 | Skalflex           | Steen Juul            | H. Søndergård Larsen        | 1.18,2a   |
| 1993 | Rudolf Le Ann      | Steen Juul            | Stald Le Ann                | 1.15,9a   |
| 1992 | Predator           | Jim Frick             | Stall Larsan A B            | 1.17,9a   |
| 1991 | O'bidjar           | Torben Fischer        | Stald Cenne                 | 1.18,0a   |
| 1990 | New Quick          | Steen Juul            | Hans Chr. Sørensen          | 1.18,8a   |
| 1989 | Macon              | Jørn Laursen          | Stald Kima                  | 1.19,6a   |
| 1988 | Lancelot Broholm   | Birger Jørgensen      | Stald Broholm               | 1.18,3a   |
| 1987 | Konsonant          | Steen Juul            | Stutteri Vang Hovedgård     | 1.18,3a   |
| 1986 | Indus              | Lars Lindberg         | Stall Hans & Roline         | 1.17,9a   |
| 1985 | Hawkeye            | Axel Jacobsen         | Axel Jacobsen               | 1.18,7a   |
| 1984 | Game Høgh          | Axel Jacobsen         | Dorthe Christensen          | 1.18,0a   |
| 1983 | For Ever Vixi      | Steen Juul            | Stald A. T. A.              | 1.19,3a   |
| 1982 | Ejnar Vogt         | Veijo Heiskanen       | Stall Pålle                 | 1.19,0a   |
| 1981 | Duvil              | Jørn Laursen (a)      | Stald Kima                  | 1.20,4a   |
| 1980 | Chianti Pitt       | Ove Andersen (a)      | Ove Andersen                | 1.21,0a   |
| 1979 | Brilliant H        | Veijo Heiskanen       | J. A. K. Talli              | 1.22,0a   |
| 1978 | Adam Paradiso      | Preben Kjærsgaard     | Stald Paradiso              | 1.19,4a   |
| 1977 | Vixi Bird          | Jørn Laursen (a)      | Stald Kima                  | 1.19,6a   |
| 1976 | Tarok              | Jørn Laursen (a)      | Stald Kima                  | 1.19,9a   |
| 1975 | Spathrine C        | Mogens Larsen         | Hr. Erik Hagman             | 1.20,7a   |
| 1974 | Ritha Lyngholm     | Hans Svensson         | Stall Hans                  | 1.21,1a   |
| 1973 | Patricia Garbo     | Thorkild Jensen (a)   | Stald 3-Stjernet            | 1.22,0a   |
| 1972 | Osman Bogø         | Harald Lund           | Stutteri Kejsergården       | 1.22,2a   |
| 1971 | Nu Bangsbo         | Villy Pedersen (a)    | Stald Passat                | 1.23,1a   |
| 1970 | Max Hanover        | Børge Simonsen        | Stald Trolddal              | 1.23,3a   |
| 1969 | Loyal              | Eivind Schnell        | Stald F                     | 1.22,0a   |
| 1968 | Karina Axworthy    | Hans Svensson         | Stall Hans                  | 1.21,7a   |
| 1967 | If Klokkedal       | Jørgen Hill           | Hr. E. Rahbek Petersen      | 1.24,0a   |
| 1966 | Hansa              | Jørgen Olsen          | Miss Ruth & Stald Fisk      | 1.22,8a   |
| 1965 | Gigant             | Mogens Ingvard        | Stutteri Horsemose          | 1.22,3a   |
| 1964 | Fox Hanover        | Leif Løfgren          | Stald Sofus & H.C.          | 1.24,4a   |
| 1963 | Emigrant           | Walther Kaiser-Hansen | Stald Snaptun               | 1.23,8a   |
| 1962 | Dina Lloyd         | Karl Pettersson       | Stall H & M                 | 1.22,9a   |
| 1961 | Carl Aage          | Ernst Petersen        | Stald Rio                   | 1.25,6a   |
| 1960 | Bambino            | Mark Ingdam           | Mr Bondsman                 | 1.23,9a   |
| 1959 | Aprilsnar          | Leif Nielsen          | Hr P. Rye Jørgensen         | 1.23,9a   |
| 1958 | Victory King       | Georg Andersen        | Stald Kaj                   | 1.24,7a   |
| 1957 | Tjavs              | John Petersen (j)     | Hr Richardt Petersen        | 1.24,7a   |
| 1956 | Snowflake          | Mark Ingdam           | Stald Dorrit                | 1.23,5a   |
| 1955 | Rex Junior         | Kurt Køppen           | Stald Italy                 | 1.24,0a   |
| 1954 | Princess The Great | Fredi Sølberg         | Hr M.W.                     | 1.25,8    |
| 1953 | Onward Eagle       | Hans Hansen           | Stald Majestic              | 1.25,3    |
| 1952 | Nollo              | Mark Ingdam           | Stutteri Gl. Allerødgård    | 1.28,2    |
| 1951 | Minus              | Arnold Jensen         | Mr Minus                    | 1.28,1    |
| 1950 | Lykkeprins         | Vagn Lønborg          | Anton Nielsen               | 1.26,9    |
| 1949 | Kuno               | Aage Kristoffersen    | Stald Bill                  | 1.25,8    |
| 1948 | Jolly              | Poul Stripp           | Miss Jolly                  | 1.29,4    |
| 1947 | Ilka Nichols       | Sofus Sørensen        | Mr Basse                    | 1.31,1    |
| 1946 | Hickory            | Oluf Månsson          | Sir Dillho                  | 1.28,5    |
| 1945 | Garant             | N. J. Koster          | Mr Juelsø                   | 1.30,5    |
| 1944 | Future             | Aage Kristoffersen    | Stald Merkur                | 1.25,7    |
| 1943 | Ebbe Axworthy      | Aage Kristoffersen    | A. W. Larsen                | 1.26,8    |
| 1942 | Dixie Star         | Arnold Jensen         | Thomas Hansen               | 1.27,3    |
| 1941 | Carl Hof           | Sofus Sørensen        | H.C.R.                      | 1.27,1    |
| 1940 | Bellwood           | Arnold Jensen         | C. Nielsen                  | 1.25,8    |
| 1939 | Aerolit            | Hans Hansen           | Mr Scott                    | 1.28,9    |
| 1938 | U S A              | William Jensen        | Stald Houlberg              | 1.28,1    |
| 1937 | Tella The Great    | Gerhard Petersen      | Hans Dirchsen               | 1.26,7    |
| 1936 | Sonny Diamond      | N. J. Koster          | R. Pedersen                 | 1.24,4    |
| 1935 | Rex The Great      | Hans Hansen           | Mr Ivan                     | 1.26,7    |
| 1934 | Patsy              | Sofus Sørensen        | Mr Rudolph                  | 1.26,7    |
| 1933 | Odin Hall          | Oluf Månsson          | Høybye & Kromann            | 1.28,9    |
| 1932 | Jim Bingen         | Poul Groch, Sen.      | William Andersen            | 1.28,7    |
| 1931 | Mars               | A. Leth Olsen         | R. Larsen                   | 1.30,8    |
| 1930 | Klondyke           | N. J. Koster          | R. Larsen                   | 1.31,7    |
| 1929 | Kim                | N. J. Koster          | Cort Olsen                  | 1.31,7    |
| 1928 | Johnny Finance     | A. Leth Olsen         | Hr Jørn                     | 1.32,6    |
| 1927 | Hidalgo            | N. J. Koster          | F. Wagner                   | 1.28,4    |
| 1926 | Gibtown            | N. J. Koster          | Inger Høybye                | 1.32,3    |
| 1925 | Peter Pogue Jr.    | C. L. Müller (a)      | C. L. Müller                | 1.28,6    |
| 1924 | Ego                | Peter Andersen        | O. Lauridsen                | 1.35,0    |
| 1923 | Golden Arrow       | Poul Groch, Sen.      | Henrik Hansen               | 1.34,3    |
| 1922 | Cyrano             | N. J. Koster          | Mr Teddy                    | 1.29,4    |
| 1921 | Bella S            | Sofus Sørensen        | Sørensen Svejgaard          | 1.32,0    |
| 1920 | Dreamworld         | N. J. Koster          | Monsieur Sire               | 1.33,0    |
| 1919 | Union Boy          | Holger Fischmann      | Mr Farmer                   | 1.34,8    |
| 1918 | Tornado            | N. J. Koster          | J. H. Jensen                | 1.33,0    |
| 1917 | Great Miss         | Holger Fischmann      | Blauenfeld & Stribolt       | 1.33,0    |
| 1916 | Danish Girl        | Holger Fischmann      | Blauenfeld & Stribolt       | 1.33,3    |
| 1915 | Elegant Bay        | N. J. Koster          | Walter Scott                | 1.32,0    |
| 1914 | Edelweiss          | Poul Groch, Sen.      | F. Wagner                   | 1.34,0    |
| 1913 | Prins Beautaw      | Frank Starr           | Signor Daniello             | 1.30,2    |
| 1912 | Saturn             | Niels Brække (a)      | Niels Brække                | 1.35,6    |
| 1911 | Excelsior          | Joe May               | Brdr. Mauritzen             | 1.43,5    |
| 1910 | The Sovereign      | Frantz Smrcka         | Henrik Hansen               | 1.44,0    |
| 1909 | Ingolf             | Joe May               | Brdr. Mauritzen             | 1.41,0    |
| 1908 | Tapper             | Frantz Smrcka         | Mr Fog                      | 1.41,0    |
| 1907 | Dagmar Lamott      | Robert Trautwetter    | L. Olsen                    | 1.43,0    |
| 1906 | Miss Refero        | Julius Pajoncek       | Mr King                     | 1.44,0    |
| 1905 | Elinor             | Robert Uhlig          | Julius Høybye               | 1.47,0    |
| 1904 | Allart             | Robert Uhlig          | M. Madsen                   | 1.46,0    |
| 1903 | Phoenix            | Walker                | Sir Charles                 | 1.48,0    |
| 1902 | Eva                | Peter Jensen (a)      | Peter Jensen                | 1.53,0    |
| 1901 | Lady Tom           | Joe May               | Martin Hansen               | 1.54,0    |
| 1900 | Harriet A          | R. Grossmann          | F. Strauchmann              | 1.55,4    |
| 1899 | Consul Cook        | Alfred Johnstone      | Rasmus Nielsen              | 1.52,9    |
| 1898 | Clara Greenlander  | Alfred Johnstone      | Rasmus Nielsen              | 1.49,5    |

I 1898 var distancen 3150 meter. Siden 1899 har den været 3000 meter.